# Ziziphus chloroxylon
Ziziphus chloroxylon är en brakvedsväxtart som först beskrevs av Carl von Linné, och fick sitt nu gällande namn av Daniel Oliver. Ziziphus chloroxylon ingår i släktet Ziziphus och familjen brakvedsväxter. Inga underarter finns listade i Catalogue of Life.